# Elsa Dreisig
Elsa Dreisig (* 1991 in Paris) ist eine französisch-dänische Opernsängerin (Sopran).

## Leben
Elsa Dreisig wurde als Tochter der dänischen Opernsängerin Inge Dreisig und des französischen Sängers, Dirigenten und Regisseurs Gilles Ramade geboren. Sie besuchte die Chorschule der Opéra Royal de Wallonie und der Opéra National de Lyon. Gesang studierte sie bei Valérie Guillorit am Conservatoire national supérieur de musique in Paris und an der Hochschule für Musik und Theater „Felix Mendelssohn Bartholdy“ Leipzig bei Regina Werner-Dietrich.

### Opernkarriere
Von 2015 bis 2017 war sie Mitglied des Opernstudios der Staatsoper Unter den Linden, anschließend verpflichtete Daniel Barenboim sie als festes Ensemblemitglied. An der Berliner Staatsoper Unter den Linden stand sie unter anderem als Gretel in Hänsel und Gretel, als Pamina in der Zauberflöte, als Violetta Valéry in La traviata, als Euridice in Orfeo ed Euridice sowie als Dircé in Cherubinis Médée auf der Bühne. Außerdem verkörperte sie die Rolle der Natascha in der Uraufführung von Violetter Schnee von Beat Furrer.
2015 erhielt sie beim Internationalen Gesangswettbewerb Neue Stimmen den ersten Preis und belegte beim Internationalen Königin-Sonja-Musikwettbewerb hinter Lise Davidsen den zweiten Platz. 2016 gewann sie beim von Plácido Domingo ins Leben gerufenen Gesangswettbewerb Operalia in Guadalajara in Mexiko den ersten Preis und wurde in Rahmen der Kritikerumfrage der Opernwelt der Zeitschrift Opernwelt zur Nachwuchskünstlerin des Jahres gewählt. Außerdem wurde sie bei den Victoires de la Musique Classique als sängerische Entdeckung ausgezeichnet.
Beim Festival d’Aix-en-Provence debütierte sie 2017 als Micaëla in Carmen. 2018 sang sie am Opernhaus Zürich die Musetta in La Bohème und an der Pariser Oper die Lauretta in Gianni Schicchi. 2019 war sie als Zerlina in Don Giovanni und als Elvira in I puritani erneut an der Pariser Oper zu erleben. Ende 2019 debütierte sie am Royal Opera House in London als Pamina in der Zauberflöte. Im August 2020 gab sie bei den Salzburger Festspielen ihr szenisches Debüt in der von Christof Loy inszenierten Così fan tutte als Fiordiligi. Zuvor war sie 2017 und 2018 in Salzburg in Orchesterkonzerten zu erleben. Weitere Mozart-Partien in ihrem Repertoire sind die Elettra in Idomeneo, re di Creta und der Sifare in  Mitridate, re di Ponto.
Im Januar 2021 sang sie an der Staatsoper Hamburg die Titelpartie in der Manon-Inszenierung von David Bösch. Aufgrund der COVID-19-Pandemie fand die Aufführung ohne Saalpublikum statt und wurde per Streaming auf NDR.de übertragen. Erst im Januar/Februar 2025 war Dreisig live in fünf Aufführungen dieser Produktion an der Dammtorstraße zu erleben. Im Oktober 2021 feierte sie mit der Titelpartie in Donizettis Anna Bolena am Grand Théâtre de Genève Premiere. Im Sommer 2022 gab sie in Aix-en-Provence die Titelpartie in Salome von Richard Strauss. Im Dezember desselben Jahres sang sie im Grand Théâtre de Genève die Partie der Elisabetta in Donizettis Maria Stuarda. Neue Rollen im Jahr 2023 waren die Juliette in Gounods Roméo et Juliette an der Pariser Opéra sowie die Giulietta in Bellinis I Capuleti e i Montecchi bei den Salzburger Festspielen. An der Wiener Staatsoper debütierte sie 2023 als Manon und sang im September 2024 die Micaëla in Carmen.

### Konzertsängerin
Als Konzertsängerin unternahm sie eine Europa-Tournee mit den Berliner Philharmonikern unter Simon Rattle mit der Schöpfung von Joseph Haydn, in deren Rahmen sie 2017 ihr konzertantes Debüt bei den Salzburger Festspielen gab. Außerdem war sie unter anderem mit dem London Symphony Orchestra in Christus am Ölberge von Ludwig van Beethoven sowie mit der Staatskapelle Berlin, den Wiener Philharmonikern, den Münchner Philharmonikern und dem West-Eastern Divan Orchestra zu hören und arbeitete mit Dirigenten wie Daniel Barenboim, Fabio Luisi, Franz Welser-Möst, Christian Thielemann, Massimo Zanetti und David Zinman.
2018 veröffentlichte sie bei Warner Classics / Erato ihr erstes Soloalbum Miroir(s), für das sie im Rahmen der International Opera Awards 2019 in der Kategorie Aufnahme (Recital) nominiert wurde. 2020 erschien mit Morgen ihr zweites, gemeinsam mit dem Pianisten Jonathan Ware aufgenommenes Album. Mit dem Kammerorchester Basel unter Louis Langrée sang sie ihr drittes Album Mo3art/Mozart x 3, das im Januar 2022 veröffentlicht wurde. Titelgebend waren die drei Mozart/Da-Ponte-Opern Le nozze di Figaro, Don Giovanni und Così fan tutte. Bei den Salzburger Festspielen war sie 2023 mit Ein deutsches Requiem von Johannes Brahms mit den Wiener Philharmonikern und dem Wiener Singverein unter der Leitung von Christian Thielemann zu erleben und 2024 in einer konzertanten Aufführung von Capriccio von Richard Strauss als Gräfin.

## Repertoire (Auswahl)
- Georges Bizet – Carmen, Micaëla
- Vincenzo Bellini – I puritani, Elvira
- Vincenzo Bellini – I Capuleti e i Montecchi, Giulietta
- Luigi Cherubini – Médée, Dircé
- Gaetano Donizetti – Anna Bolena, Anna Bolena
- Gaetano Donizetti – Maria Stuarda, Elisabetta
- Beat Furrer, Violetter Schnee, Natascha
- Christoph Willibald Gluck – Orfeo ed Euridice, Euridice
- Charles Gounod – Roméo et Juliette, Juliette
- Engelbert Humperdinck – Hänsel und Gretel, Gretel
- Jules Massenet – Manon, Manon
- Wolfgang Amadeus Mozart – Così fan tutte,  Fiordiligi
- Wolfgang Amadeus Mozart – Die Zauberflöte, Pamina
- Wolfgang Amadeus Mozart – Don Giovanni, Zerlina, Donna Elvira
- Wolfgang Amadeus Mozart – Idomeneo, re di Creta, Elettra
- Wolfgang Amadeus Mozart – Le nozze di Figaro, Contessa d’Almaviva
- Wolfgang Amadeus Mozart – Mitridate, re di Ponto, Sifare
- Giacomo Puccini – Gianni Schicchi, Lauretta
- Giacomo Puccini – La Bohème, Musetta
- Richard Strauss – Capriccio, Gräfin
- Richard Strauss – Salome, Salome
- Giuseppe Verdi – La traviata, Violetta Valéry

## Auszeichnungen und Nominierungen (Auswahl)
- 2015: Internationaler Gesangswettbewerb Neue Stimmen – erster Preis[27]
- 2015: Internationaler Königin-Sonja-Musikwettbewerb – zweiter Preis[9]
- 2016: Operalia – erster Preis[10]
- 2016: Kritikerumfrage der Opernwelt – Auszeichnung als Nachwuchskünstlerin des Jahres
- 2016: Victoires de la Musique Classique – Auszeichnung als sängerische Entdeckung[11]
- 2019: International Opera Awards 2019 – Nominierung in der Kategorie Aufnahme (Recital) für Miroir(s)[21]
- 2020: Opus Klassik – Auszeichnung in der Kategorie Nachwuchskünstlerin Gesang[28][29][30]
- 2021: Österreichischer Musiktheaterpreis – Auszeichnung in der Kategorie Beste weibliche Hauptrolle für Così fan tutte (Fiordigli) bei den Salzburger Festspielen[31][32]
- 2022: International Opera Awards 2022 – Nominierung in der Kategorie Aufnahme (Recital) für Mozart x 3[33]
- 2022: Opus Klassik in der Kategorie Operneinspielung für Mozart: Così fan tutte mit den Wiener Philharmonikern
- 2024: International Opera Awards 2024 – Nominierung in der Kategorie Sängerin[34]

## Diskografie (Auswahl)
- 2018: Miroir(s) : opera arias, Warner Music Group
- 2020: Morgen mit Jonathan Ware, Klavier, Parlophone Records
- 2022: Mo3art/Mozart x 3, Kammerorchester Basel unter Louis Langrée[22]
- 2023: Rita Strohl – Une Compositrice de la Demesure, La Boîte à Pépites[35]
- 2024: Orfeo ed Euridice, Il Giardino d’Amore (Orchester und Chor); Jakub Józef Orliński, Fatma Said; Stefan Plewniak, Erato[36][37]